# エール/Lost love song
「エール / Lost love song」（エール / ロストラブソング）は、日本のヒップホップユニット・Hilcrhymeの通算15枚目のシングル。2014年1月29日にユニバーサルJから発売された。

## 概要
- 初回限定盤のみ、「エール」のPVと、Back Stage of 「Hilcrhyme TOUR NDNW -NEW DAY,NEW WORLD-」at愛知県芸術劇場を収録したDVDがつく。

## 収録曲
1. エール（作詞：TOC、作曲：TOC & DJ KATSU、編曲：DJ KATSU）　（3：51）

1. Lost love song （作詞：TOC、作曲：TOC、 編曲：TOC・Satoru Kurihara(Jazzin' park)・Singo Kubota(Jazzin'park)）　（3：42）

Hilcrhyme初の女性目線の曲。
歌詞の中で女性の言葉や言い回しなどが使われている。
両A面シングルの2曲目となっているこの曲は
PVも作成されリリックビデオとなっている。
| スタブアイコン | サブスタブ | この項目は、まだ閲覧者の調べものの参照としては役立たない、シングルに関連した書きかけの項目です。この項目を加筆・訂正などしてくださる協力者を求めています（P:音楽/PJ:楽曲）。 |